# Konstantin Paramonov
Konstantin Paramonov, född 26 november 1973, är en rysk före detta fotbollsspelare. Han blev Amkar Perms interna skyttekung 1996–2003.